# Извору Рече (Стоилешти)
Извору Рече (рум. Izvoru Rece) насеље је у Румунији у округу Валча у општини Стоилешти. Oпштина се налази на надморској висини од 356 m.

## Становништво
Према подацима из 2002. године у насељу је живело 352 становника, од којих су сви румунске националности.